# Mount Stierer
Mount Stierer ist ein 1080 m hoher Berg im ostantarktischen Viktorialand. In den Prince Albert Mountains ragt er 2,5 km nordnordöstlich des Mount Bellingshausen auf.
Der United States Geological Survey kartierte ihn anhand eigener Vermessungen und mithilfe von Luftaufnahmen der United States Navy zwischen 1957 und 1962. Das Advisory Committee on Antarctic Names benannte ihn 1968 nach Byron A. Stierer (1937–1962), Airman First Class der United States Air Force und Mitglied der Wintermannschaft auf der McMurdo-Station im Jahr 1962.